# 엔트레 솜브라스 (2022년 텔레노벨라)
《엔트레 솜브라스》(스페인어: Entre sombras)는 2022년 방영된 콜롬비아의 텔레노벨라이다.